# Glen Alpine
Glen Alpine est une ville américaine située dans le comté de Burke dans l'État de Caroline du Nord. En 2010, sa population était de 1 517 habitants.

## Démographie
| 1890 | 1900 | 1910 | 1920 | 1930 | 1940 |
| ---- | ---- | ---- | ---- | ---- | ---- |
| 252  | 137  | 308  | 346  | 529  | 665  |

| 1950 | 1960 | 1970 | 1980 | 1990 | 2000  |
| ---- | ---- | ---- | ---- | ---- | ----- |
| 695  | 734  | 797  | 645  | 563  | 1 090 |

| 2010  | - | - | - | - | - |
| ----- | - | - | - | - | - |
| 1 517 | - | - | - | - | - |

## Source de la traduction
- (en) Cet article est partiellement ou en totalité issu de l’article de Wikipédia en anglais intitulé « Glen Alpine, North Carolina » (voir la liste des auteurs).